# Canacassala
Canacassala – miasto w Angoli, w prowincji Bengo.